# Banksia dryandroides
Banksia dryandroides là một loài thực vật có hoa trong họ Quắn hoa. Loài này được Baxter ex Sweet miêu tả khoa học đầu tiên năm 1828.